# دير قانون النهر
دير قانون النهر هي إحدى القرى اللبنانية من قرى قضاء صور في محافظة الجنوب.

## الموقع والمساحة
"تقع بلدة دير قانون النهر في الجنوب اللبناني أي في محافظة الجنوب وفي قضاء صور.
تتبع لمخفر البص ويبلغ ارتفاعها عن البحر حوالي 225 متر.
تحدها من الغرب بلدة العباسية وبرج رحال ومن الجنوب طورا وجناتا ومن الشرق معروب والحلوسية ومن الشمال بدياس. تبعد ديرقانون النهر عن صور حوالي 12 كلم وعن صيدا مركز المحافظة حوالي 40 كلم وعن العاصمة بيروت حوالي 83 كلم.
تبلغ مساحة البلدة حوالي 3925475 متر مربع وعدد سكانها المذكور في دليل البلدة لعام 1998 حوالي 10000 نسمة.

## الزراعة
أغلب الزراعة الموجودة في البلدة هي الزيتون. بكميات أقل، نجد زراعة الحمضيات، اللوز، الاكيدينية، الرمان، التين، المشمش...

## وصلات خارجية
الموقع الرسمي للبلدة
منتدى دير قانون النهر
موقع بلدة دير قانون النهر